# Miroslava Šafránková
Miroslava Šafránková, provdaná Miroslava Šafránková-Drozdová (* 11. června 1958 Brno) je česká herečka a podnikatelka.

## Životopis
Poprvé se před kamerou objevila v roce 1973 ve filmu Přijela k nám pouť v režii Věry Plívové-Šimkové, rok nato vytvořila hlavní roli ve filmu Robinsonka režiséra Karla Kachyni. Dále hrála zejména ve filmech Malá mořská víla (spolu se starší sestrou Libuší Šafránkovou), Jak svět přichází o básníky a v televizním seriálu Arabela se vrací aneb Rumburak králem Říše pohádek, pokračování seriálu Arabela, v níž nahradila slovenskou herečku Janu Nagyovou v titulní roli (hlas Jany Nagyové byl předabován Libuší Šafránkovou).
Již v době natáčení seriálu Arabela se vrací aneb Rumburak králem Říše pohádek žila v západním Německu, kam se v 80. letech provdala za L. Steina.
V Německu pod jménem Miroslava Stein hrála v několika televizních inscenacích a filmech. V Mohuči vystudovala ekonomii a získala titul bakalář. Studia dokončila na Vysoké škole ekonomické v Praze získáním titulu inženýr. V letech 1986-1989 žila v Mexiku, kde také hrála.
Po rozchodu s manželem se vrátila do Česka. Provdala se za Miroslava Drozdu. V Praze vlastnila agenturu Kirké, spol. s r. o.
Když v listopadu 2015 byla její sestře diagnostikována rakovina plic, zastupovala ji při udělení medaile Za zásluhy o stát v oblasti umění.

## Filmografie
- Přijela k nám pouť (1973) ?
- Robinsonka (1974) jako Blažena
- Romance za korunu (1975) jako Maruna
- Malá mořská víla (1976) jako Malá mořská víla
- Smrt mouchy (1976) jako kamarádka
- Moje koně vrané (1980) (TV) jako Petra
- Jockay Monika (1981), německý devítidílný seriál
- O vodě, lásce a štěstí  (1981) (TV) jako Vojtěška, dcera mlynářky
- Prstýnek ze zlata kočičího (1981) (TV) jako Michala[5]
- Jak svět přichází o básníky (1982) jako Borůvka
- Dno (1991) (TV)
- Dveře (1991) (TV)
- El Jinete de la divina providencia (1991)
- Kruh (1991) (TV)
- Oko za oko (1991) (TV) jako Sofronie, Zeppova žena
- Tvrz (1991) (TV)
- Co teď a co potom (1992) (TV)
- Arabela se vrací aneb Rumburak králem Říše pohádek (1993) (TV) jako Arabela